# Parque de bolsillo

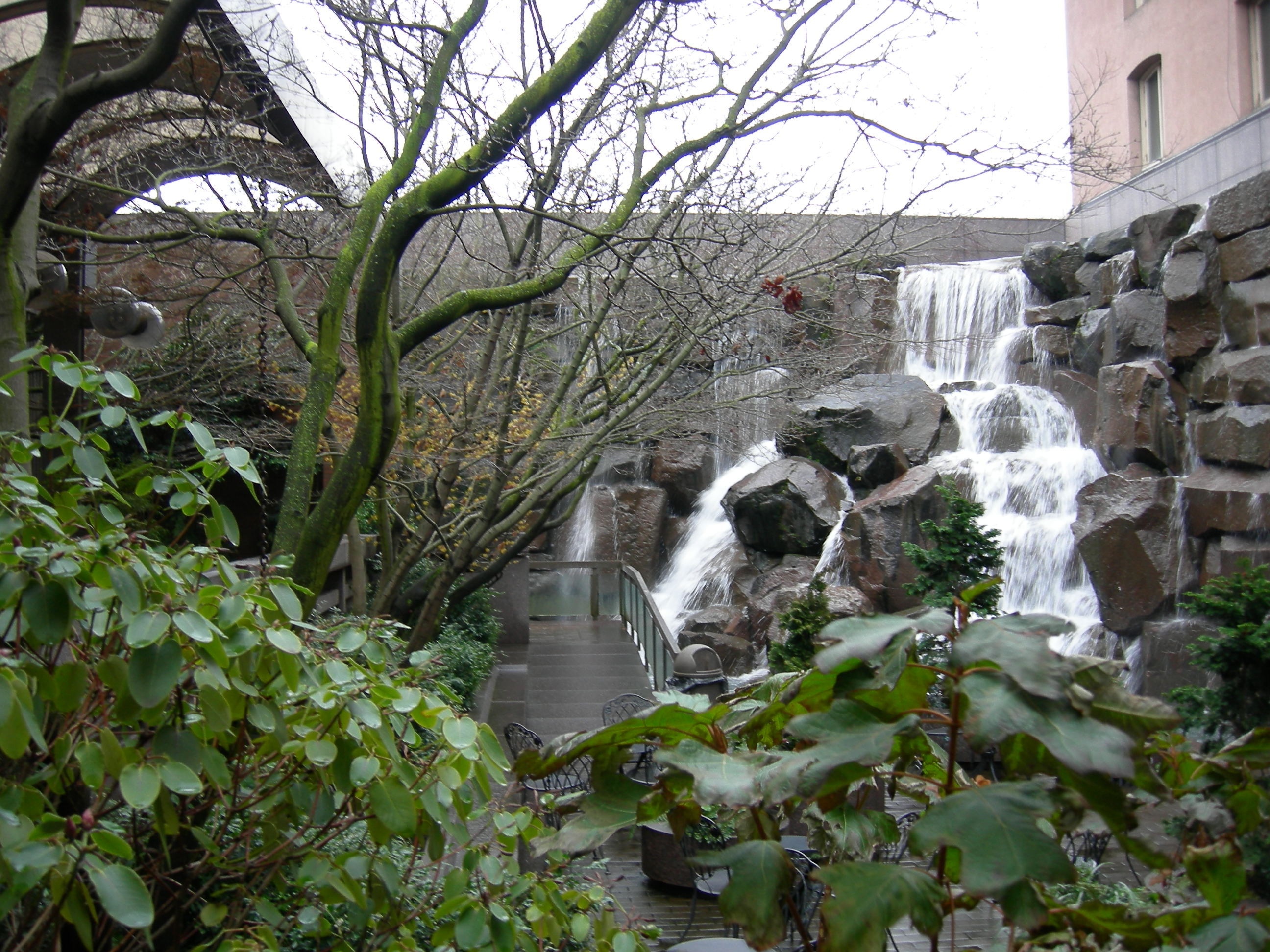
Waterfall Garden Park, Pioneer Square, Seattle, Washington (Estados Unidos)

Un parque de bolsillo (pocket park en inglés) es un parque pequeño accesible al público general. Los parques de bolsillo muchas veces son creados en un terreno urbano vacante o en terrenos pequeños irregulares. También pueden ser creados como componente del requisito espacial público de proyectos de edificios grandes.
Los parques pequeños pueden aumentar el valor de casas alrededor del parque, como concluyó un estudio conducido en Greenville, Carolina del Sur (Estados Unidos).

## Alrededor del mundo

### Australia

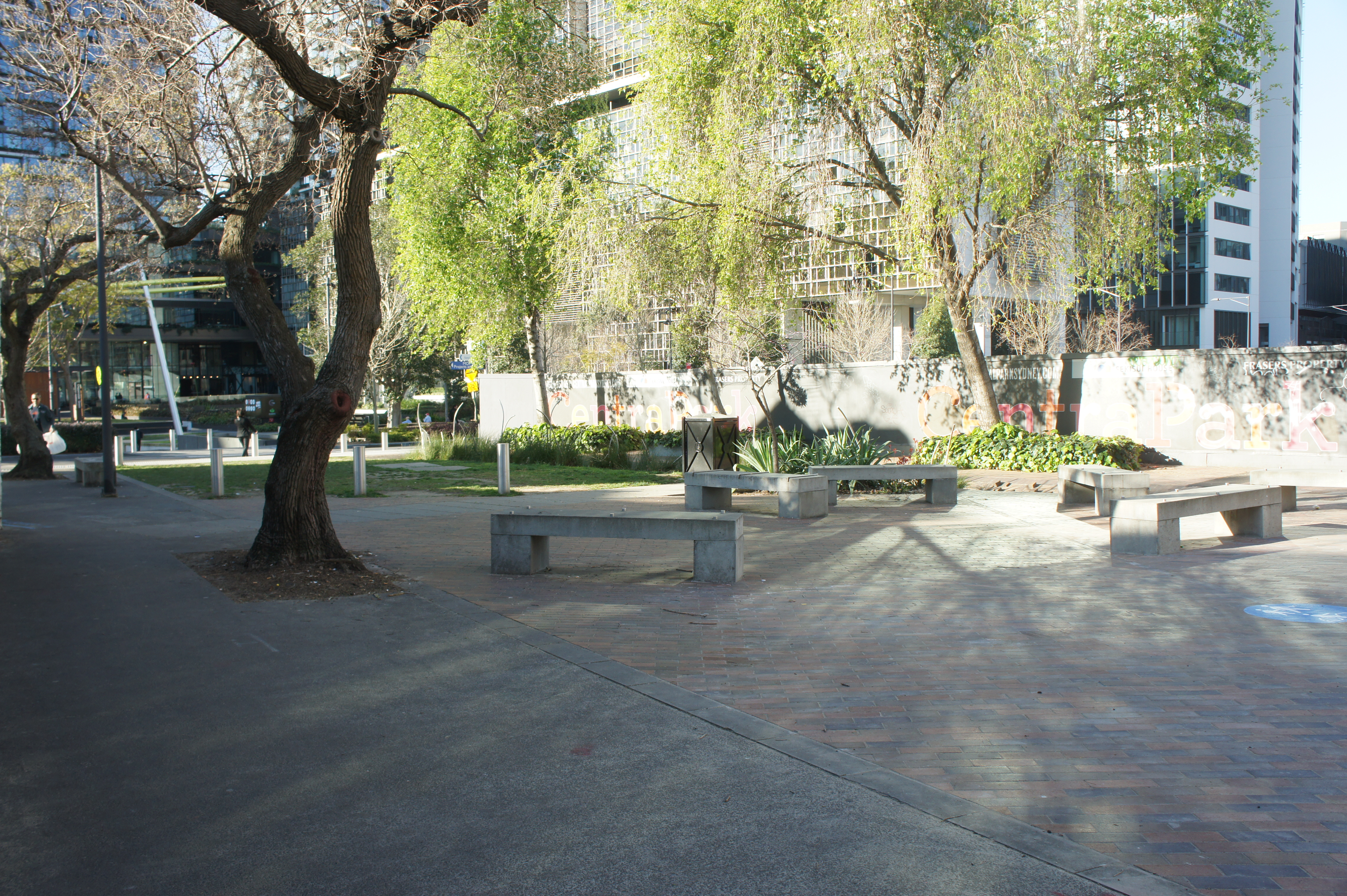
Balfour Street pocket park, Sídney.

Un ejemplo de un parque de bolsillo es el Balfour Street Park.

### Chile
En Santiago de Chile el primer parque de bolsillo (plaza de bolsillo) fue creado junto al Palacio La Moneda en calle Morandé. Fue una iniciativa del Departamento de Arquitectura del Ministerio de Infraestructura Pública del Gobierno Regional de Santiago.

### Estados Unidos
En Columbus, Ohio, Polaris Founder's Park se abrió en 2011 y tiene una escultura de 6m de altura.
En Los Ángeles, donde hay restricciones que requieren que los infractores de sexo registrados no vivan cerca de los parques, los oficiales locales planearon tres parques de bolsillo para conducir "no deseables" de una área dada.

### México
En Ciudad de México,  hay un programa municipal para crear hasta 150 parques de bolsillo de 400m2 o menos en terrenos vacantes o incluso sobre tierra que era parte de una intersección grande, como Jardín Edith Sánchez Ramírez y el Parques de Bolsillo de la Colonia Del Valle (Distrito Federal) 

### Reino Unido
En Inglaterra, se lanzó en 1984 un proyecto para implicar la comunidad local en la creación y administración de parques pequeños, y se han creado varios parques de bolsillo en Northamptonshire.

## Galería
|                                               |
| Little Pearl Park Crestone, Colorado, EE. UU. |

|                              |
| Founders Park Columbus, Ohio |

|                                                |
| Broad Street Park Texarkana, Arkansas, EE. UU. |

|                               |
| Cloud Gardens Toronto, Canadá |